# Tipula kleinschmidti
Tipula kleinschmidti är en tvåvingeart som beskrevs av Mannheims 1950. Tipula kleinschmidti ingår i släktet Tipula och familjen storharkrankar. Inga underarter finns listade i Catalogue of Life.